# Metasia cuencalis
Metasia cuencalis là một loài bướm đêm trong họ Crambidae.